# KUCB (FM)
KUCB-FM (Your voice in the Aleutians) ist eine nicht-kommerzielle Radiostation in Unalaska, Alaska. Unter dem Brand „KUCB KIAL Unalaska Community Broadcasting – XPoNential Radio“ arbeitet die Station des Unalaska Community Broadcasting, Inc.
Der Sender ist Mitglied des Native Voice One (NV1) der Stationen der Native Americans. Daneben übernimmt KUCB Programme des National Public Radio und des Alaska Public Radio, produziert aber auch eigene lokale Programme.
Gesendet wird auf UKW 89,7 MHz mit einer Leistung von 0,66 kW und erreicht damit vor allem die lokale Community. Es wird auch in HD ausgestrahlt.
Koordinaten: 53° 52′ 2″ N, 166° 32′ 31″ W